# Liste der Baudenkmale in Schorfheide
Die Liste der Baudenkmale in Schorfheide enthält alle Baudenkmale der brandenburgischen Gemeinde Schorfheide. Grundlage ist die Landesdenkmalliste mit dem Stand vom 31. Dezember 2020. Die Bodendenkmale sind in der Liste der Bodendenkmale in Schorfheide aufgeführt.

## Legende
In den Spalten befinden sich folgende Informationen:
- ID-Nr.: Die Nummer wird vom Brandenburgischen Landesamt für Denkmalpflege vergeben. Ein Link hinter der Nummer führt zum Eintrag über das Denkmal in der Denkmaldatenbank. In dieser Spalte kann sich zusätzlich das Wort Wikidata befinden, der entsprechende Link führt zu Angaben zu diesem Denkmal bei Wikidata.
- Lage: die Adresse des Denkmales und die geographischen Koordinaten. Link zu einem Kartenansichtstool, um Koordinaten zu setzen. In der Kartenansicht sind Denkmale ohne Koordinaten mit einem roten beziehungsweise orangen Marker dargestellt und können in der Karte gesetzt werden. Denkmale ohne Bild sind mit einem blauen bzw. roten Marker gekennzeichnet, Denkmale mit Bild mit einem grünen beziehungsweise orangen Marker.
- Bezeichnung: Bezeichnung in den offiziellen Listen des Brandenburgischen Landesamtes für Denkmalpflege. Ein Link hinter der Bezeichnung führt zum Wikipedia-Artikel über das Denkmal.
- Beschreibung: die Beschreibung des Denkmales
- Bild: ein Bild des Denkmales und gegebenenfalls einen Link zu weiteren Fotos des Baudenkmals im Medienarchiv Wikimedia Commons

## Über den Gemeindegrenzen hinaus
| ID-Nr.                                    | Lage               | Bezeichnung                                    | Beschreibung | Bild           |
| ----------------------------------------- | ------------------ | ---------------------------------------------- | --- | -------------- |
| 09175920 Wikidata                         | Schorfheide (Lage) | Gedenksteine in der Schorfheide                | 17 historische Gedenksteine im Jagdgebiet Schorfheide, Teildenkmale liegen in den Gemeinden Schorfheide (Barnim), Joachimsthal (Barnim), Templin (Uckermark), Zehdenick (Oberhavel) (auch beschrieben in „Gedenksteine und Forstorte in der Schorfheide“ von Joachim Bandau) Auf dem Gebiet der Gemeinde Schorfheide liegen folgende Teildenkmale: | BW             |
| 09175923 Teilobjekt zu: 09175920 Wikidata | Schorfheide (Lage) | Gedenkstein „Wilhelm dem Großen“               | Der Stein ist ein Teildenkmal des Denkmals „17 Gedenksteine in der Schorfheide“ (ID: 09175920), 1897 errichtet, befindet sich gegenüber Forsthaus Wildfang, zur Erinnerung an den Geburtstag Kaiser Wilhelm I., bezeichnet mit Inschrift: „Wilhelm dem Großen, 22.3.1797, 1897“                                                                    | BW             |
| 09175926 Teilobjekt zu: 09175920 Wikidata | Schorfheide (Lage) | Gedenkstein, Jagd des 1000.Hirsch, Wilhelm II. | Der Stein ist ein Teildenkmal des Denkmals „17 Gedenksteine in der Schorfheide“ (ID: 09175920), nördlich des Stallberg gelegen, zur Erinnerung an die Jagd des 1000.Hirsch durch Kaiser Wilhelm II. am 20.9.1898 mit Inschrift (auch als Kaiserstein bezeichnet)                                                                                   | BW             |
| 09175928 Teilobjekt zu: 09175920 Wikidata | Schorfheide (Lage) | Gedenkstein, Jagd 100.Rothirsch, Wilhelm II.   | Der Stein ist ein Teildenkmal des Denkmals „17 Gedenksteine in der Schorfheide“ (ID: 09175920), nördlich Groß Schönebeck westlich der L 100 gelegen, zur Erinnerung an die Jagd des 100.Rothirsch durch Kaiser Wilhelm II. am 12.10.1904 mit Inschrift                                                                                             | weitere Bilder |
| 09175930 Teilobjekt zu: 09175920 Wikidata | Schorfheide (Lage) | Gedenkstein Hindenburg                         | Der Stein ist ein Teildenkmal des Denkmals „17 Gedenksteine in der Schorfheide“ (ID: 09175920), südlich des Spitzberg gelegen, zur Erinnerung an Paul von Hindenburg (1847-1934), bezeichnet mit Inschrift: „Generalfeldmarschall v.Hindenburg, 26.9.1932“ (auch als Hindenburgstein bezeichnet)                                                   | BW             |
| 09175931 Teilobjekt zu: 09175920 Wikidata | Schorfheide (Lage) | Gedenkstein, Oberförster Witte                 | Der Stein ist ein Teildenkmal des Denkmals „17 Gedenksteine in der Schorfheide“ (ID: 09175920), zur Erinnerung an den Oberförster (1864-1896) von Groß Schönebeck Heinrich Adolf Witte, mit Inschrift, um 1900 aufgestellt | BW             |
| 09175933 Teilobjekt zu: 09175920 Wikidata | Schorfheide (Lage) | Gedenkstein, Oberförster von Minkwitz          | Der Stein ist ein Teildenkmal des Denkmals „17 Gedenksteine in der Schorfheide“ (ID: 09175920), zur Erinnerung an den Oberförster (1896-1924) von Groß Schönebeck Heinrich von Minkwitz, um 1924 aufgestellt mit Inschrift: „Forstmeister, v.Minkwitz, 1896-1924“                                                                                  | BW             |
| 09175937 Teilobjekt zu: 09175920 Wikidata | Schorfheide (Lage) | Gedenkstein Bismarck                           | Der Stein ist ein Teildenkmal des Denkmals „17 Gedenksteine in der Schorfheide“ (ID: 09175920), bei Eichheide nördlich Eichhorst gelegen, gewidmet Otto von Bismarck (1815-1898), aufgestellt und bezeichnet mit 1895 | BW             |

## Baudenkmale in den Ortsteilen

### Altenhof
| ID-Nr.   | Lage                 | Bezeichnung                                        | Beschreibung | Bild |
| -------- | -------------------- | -------------------------------------------------- | ------------ | ---- |
| 09175138 | (Lage)               | Gedenkstätte der Roten Armee, südlich von Altenhof |              | BW   |
| 09175496 | Dorfstraße 24 (Lage) | Villa                                              |              | BW   |

### Eichhorst
| ID-Nr.   | Lage                  | Bezeichnung                             | Beschreibung | Bild                                    |
| -------- | --------------------- | --------------------------------------- | --- | --------------------------------------- |
| 09175531 | (Lage)                | Askanierturm                            | Der aus Feldsteinen errichtete etwa 15 Meter hohe Askanierturm befindet sich am Südufer des Werbellinsees. Sein Bau geht auf eine Anregung des Joachimsthaler Heimatdichters Friedrich Brunold zurück, die durch den Prinzen Carl von Preußen gefördert wurde. Der Baumeister Oskar Büschner aus Eberswalde schuf dieses massive Bauwerk an der Stelle, wo die legendäre Askanier-Burg Werbellin gestanden haben soll. Im Jahr 1879 wurde der Turm eingeweiht und seit 1974 steht er unter Denkmalschutz. Er kann gegen Voranmeldung besichtigt werden. | Askanierturm                            |
| 09175105 | (Lage)                | Wisentdenkmal, am ehemaligen Wildgehege | | Wisentdenkmal, am ehemaligen Wildgehege |
| 09175109 | Mittelstraße 8 (Lage) | Kolonistenwohnhaus                      | | Kolonistenwohnhaus                      |

### Finowfurt
| ID-Nr.            | Lage                                                            | Bezeichnung | Beschreibung                                                                         | Bild                                          |
| ----------------- | --------------------------------------------------------------- | --- | ------------------------------------------------------------------------------------ | --------------------------------------------- |
| 09175221          | Alte Mühle 12, 13, 15, Erzbergerplatz 1, Hauptstraße 131 (Lage) | Alte Mühle, bestehend aus Mühlengebäude, Turbinenhaus mit Inventar, Mühlenarbeiterhaus, Speicher und Transformatorenstation |                                                                                      | weitere Bilder                                |
| 09175219          | Hauptstraße (Lage)                                              | Kirche Steinfurt | eine neugotische Hallenkirche aus dem 19. Jahrhundert im norddeutschen Backsteinstil | weitere Bilder                                |
| 09175671          | Hauptstraße (Lage)                                              | Kriegerdenkmal, vor der Dorfkirche Schöpfurth                                                                               |                                                                                      | Kriegerdenkmal, vor der Dorfkirche Schöpfurth |
| 09175670 Wikidata | Hauptstraße 116a (Lage)                                         | Dorfkirche Schöpfurth | ohne Kirchturm                                                                       | weitere Bilder                                |
| 09175642          | Fichtenweg 4 (Lage)                                             | Wohnhaus |                                                                                      | BW                                            |
| 09175224          | Spechthausener Straße / Melchower Straße (Lage)                 | Gedenkstein für Gustav Kunze                                                                                                |                                                                                      | Gedenkstein für Gustav Kunze                  |

### Groß Schönebeck
| ID-Nr.   | Lage                                      | Bezeichnung                                                                                       | Beschreibung | Bild                                                                                              |
| -------- | ----------------------------------------- | ------------------------------------------------------------------------------------------------- | --- | ------------------------------------------------------------------------------------------------- |
| 09175545 | Berliner Straße 16 (Lage)                 | Wohnhaus                                                                                          | | BW                                                                                                |
| 09175467 | Berliner Straße 24 (Lage)                 | Hauptgebäude der Stiftung Schorfheide                                                             | | BW                                                                                                |
| 09175357 | Berliner Straße 30 (Lage)                 | Chausseehaus                                                                                      | | BW                                                                                                |
| 09175891 | Ernst-Thälmann-Straße (Lage)              | Denkmal für Carl Friedrich Kortenbeitel, im nordöstlichen Teil des Dorfangers                     | | Denkmal für Carl Friedrich Kortenbeitel, im nordöstlichen Teil des Dorfangers                     |
| 09175553 | Liebenwalder Straße 54 (Lage)             | Dorfschule mit Nebengebäude                                                                       | | Dorfschule mit Nebengebäude                                                                       |
| 09175358 | Prenzlauer Straße ()                      | Meilenstein „VII MEILEN BIS BERLIN“                                                               | Rundsockel von 1832, mit Meilenangabe bis Berlin | ein Bild hochladen                                                                                |
| 09175129 | Prenzlauer Straße 15b (Lage)              | Revierförsterei Rarangsee mit Wohnhaus und Stall                                                  | | BW                                                                                                |
| 09175502 | Prenzlauer Straße 15f (Lage)              | Blockhaus sowie Forstamtsgehöft mit Wohnhaus und Remise                                           | | BW                                                                                                |
| 09175123 | Rosenbecker Straße 1a (Lage)              | Schmiede                                                                                          | | Schmiede                                                                                          |
| 09175355 | Schloßstraße 7 (Lage)                     | Jagdschloss mit Wirtschaftsgebäude und Park                                                       | Das Jagdschloss Groß Schönebeck wurde 1660 erbaut und 1688 erweitert. Die Ecktürme stammen aus dem Anfang des 19. Jahrhunderts. Im Inneren befindet sich ein Gemälde von C. Brizé aus dem Jahre 1660, welches ein Jagdstillleben zeigt. Das ehemalige Schloss wird als Schorfheide-Museum genutzt. | Jagdschloss mit Wirtschaftsgebäude und Park                                                       |
| 09175552 | Schloßstraße 9 (Lage)                     | Pfarrhof, bestehend aus Pfarrhaus, Stallscheune und Durchfahrtsscheune einschließlich Bretterzaun | | Pfarrhof, bestehend aus Pfarrhaus, Stallscheune und Durchfahrtsscheune einschließlich Bretterzaun |
| 09175356 | Schloßstraße / Liebenwalder Straße (Lage) | Dorfkirche                                                                                        | Die Kirche wurde 1664 bis 1673 auf dem Fundament einer älteren Kirche errichtet, mit Ausnahme des Feldsteinturmes aus dem späten 14. Jahrhundert. Die Kirche hat drei Glocken aus den Jahren 1655, 1682 und 1732. Seit 1989 trägt sie den Namen Immanuelkirche.                                    | Dorfkirche                                                                                        |

### Klandorf
| ID-Nr.            | Lage                   | Bezeichnung                        | Beschreibung | Bild           |
| ----------------- | ---------------------- | ---------------------------------- | --- | -------------- |
| 09175359 Wikidata | (Lage)                 | Dorfkirche                         | Die evangelische Kirche wurde in den Jahren 1868/1869 aus Backstein errichtet. 1914 erhielt sie einen Turm. Das Innere der Kirche ist im neugotischen Stil ausgestattet. | weitere Bilder |
| 09175484          | Dorfstraße 59 (Lage)   | Mittelflurhaus                     | | Mittelflurhaus |
| 09175955          | Marienwerderweg (Lage) | Friedhofskapelle mit Leichenkeller | | BW             |

### Lichterfelde
| ID-Nr.   | Lage                            | Bezeichnung | Beschreibung | Bild           |
| -------- | ------------------------------- | --- | ------------ | -------------- |
| 09175255 | Britzer Straße (Lage)           | Begräbnisstätte der Roten Armee, auf dem Friedhof                                                                                            |              | BW             |
| 09175254 | Britzer Straße 1 (Lage)         | Kirche |              | weitere Bilder |
| 09175503 | Britzer Straße 3, 5 (Lage)      | Teile der Gutsanlage: Herrenhaus, Wohn- und Wirtschaftsgebäude mit Gedenktafel sowie Einfriedung des Vorplatzes und des früheren Lustgartens |              | weitere Bilder |
| 09175256 | Oderberger Straße 36, 38 (Lage) | Gedenkstätte für Albert Brachlow und Gustav Kunze                                                                                            |              | BW             |

### Schluft
| ID-Nr.   | Lage                            | Bezeichnung                  | Beschreibung                                                                                     | Bild                         |
| -------- | ------------------------------- | ---------------------------- | ------------------------------------------------------------------------------------------------ | ---------------------------- |
| 09175522 | Schlufter Hauptstraße 12 (Lage) | Wohnhaus und Backofen im Hof | Fachwerk-Wohnhaus mit Lehmstakenausfachung, um 1840 errichtet und Lehm-Backofen im Hof (um 1900) | Wohnhaus und Backofen im Hof |

### Werbellin
| ID-Nr.   | Lage                 | Bezeichnung | Beschreibung | Bild           |
| -------- | -------------------- | ----------- | --- | -------------- |
| 09175445 | Dorfstraße 48 (Lage) | Dorfkirche  | Die evangelische Kirche dient seit den 2000er Jahren auch als Autobahnkirche Werbellin. Die Kirche wurde 1913/1914 nach Plänen des Architekten Georg Büttner gebaut. Die Ausstattung im Inneren ist im neugotischen Stil. | weitere Bilder |